# Рудник угља Обед, Алберта (Канада)
Рудник Обед смештен је на око 30 километара источно од Хинтона. Ово је био рудник термо-угља који је имао капацитет да произведе око 3,2 милиона тона угља годишње. Контејнери су били изграђени тако да садрже воду која се користила за прање угља. Операције су суспендоване 2012. године због економског притиска, а око 1540 хектара рудника је обновљено.

## Изливање рудника Обед
31. октобра 2013. године догодила се рударска катастрофа близу града Хинтон у Алберти изливањем рудника угља Обед. Отпадне воде из рудника су се улиле у оближњу реку Атабаску (Athabasca) чак и до милијарду литара. Ова река је некада била погодна како за животиње тако и за људе, међутим после овог инцидента опоравак животне средине остаје у сумњи. Током првог месеца након истицања тестови квалитета воде открили су присуство метала и хемикалија као што кадмијум, арсен, манган, олово и жива које прелазе границе за потрошњу или живот дуж првих 40 километара реке. Тиме се установило да вода више није била погодна како за људске тако и за животињске потребе.

## Примењени закони због рударске катастрофе
У октобру 2015. године Канадска корпорација (Alberta Energy Regulator) поднела је оптужбе против рударских оператера (Sheritt Coal) и (Coal Valley Resources) због неколико тачака кршење закона о заштити животне средине и закона о јавном земљишту до новчане казне од 2,2 милиона долара. Поступак је почео 20. јануара 2016. године. Покрајински суд Алберте је 9. јуна 2017. године изрекао низ казни у вези са овим инцидентом.

## Опоравак реке Атабаска
Рехабилитација реке Атабаска је до сада успешна и наставиће се у складу са плановима рада усвојеним од стране надлежних органа. Обимне вишегодишње студије су потврдиле да не постоје трајни утицаји на реку као и на живи свет у њој.